# Chemnitzer Motorwagenfabrik Bruno Berger
Chemnitzer Motorwagenfabrik Bruno Berger & Co. war ein deutscher Hersteller von Automobilen.

## Unternehmensgeschichte
Bruno Berger, der zuvor bei Benz & Cie. tätig war, gründete 1901 in Chemnitz das Unternehmen und begann mit der Produktion von Automobilen. Ein Fahrzeug wurde 1901 auf der Leipziger Motorwagen-Ausstellung präsentiert. Der Markenname lautete Berger. 1902 endete die Produktion nach nur wenigen hergestellten Exemplaren.

## Fahrzeuge
Die Fahrzeuge ähnelten den Modellen, die Bruno Berger bei Benz & Cie. kennengelernt hatte.